# Márcio Luiz Adurens
Márcio Luiz Adurens (* 31. Juli 1981 in Santos), oftmals kurz Marcinho oder Márcio Luiz genannt, ist ein brasilianischer Fußballspieler.

## Karriere
Marcinho entstammt dem Jugendsystem des FC São Paulo und spielte dort bis 2003, vermutlich unterbrochen durch mehrere Leihgeschäfte mit anderen Klubs. Nach Aufenthalten bei Sport Recife, SE Gama und Grêmio Esportivo Inhumense folgte im Sommer 2005 sein erster Auslandswechsel zum portugiesischen Erstligisten Naval 1º de Maio. Nach einer kurzzeitigen Rückkehr nach Brasilien wechselte er im September 2006 zum israelischen Zweitligaklub Hapoel Nazareth Illit. Bereits im Januar 2007 endete seine dortiges Engagement und der offensive Mittelfeldspieler verbrachte die folgenden Monate beim Osvaldo Cruz FC und Goiânia EC in seinem Heimatland.
Im Juli 2007 erfolgte der Wechsel zum australischen A-League-Klub Queensland Roar. Obwohl er als Stammspieler in der Saison 2007/08 mit Queensland das Preliminary Final erreichte, wurde sein Ein-Jahres-Vertrag nicht verlängert. Er setzte im Anschluss seine Karriere in Brasilien zunächst beim CFZ do Rio SE, einem von Zico gegründeten Verein, fort und spielte im ersten Halbjahr 2009 für América FC in Natal. Im August 2009 unterschrieb er einen Vertrag beim griechischen Zweitligisten Diagoras Rodos.